# 미디어가이드
미디어가이드(영어: Mediaguide)는 남아프리카 공화국에서 음악 차트를 제공하는 회사이다. 미디어가이드는 주간 톱 10을 제공하고 인터넷에 공개하고 있다. 톱 100는 웹사이트의 가입 회원에게 제공된다. 미디어가이드는 라디오 방송국 48국과 방송국 8국을 모니터하고 있다.